# گس سیتی (ایندیانا)
گس سیتی، ایندیانا (به انگلیسی: Gas City, Indiana) یک شهر در ایالات متحده آمریکا با جمعیت ۵٬۹۶۵ نفر است که در ایندیانا واقع شده‌است.

## موقعیت جغرافیایی
موقعیت جغرافیایی شهرها و مناطق اطراف به شرح زیر است: